# Brottsjournalen
Brottsjournalen är ett svenskt kriminalprogram som började sändas i TV4 den 2 oktober 2018. I programmet tar Jenny Strömstedt och Leif G.W. Persson upp aktuella och olösta kriminalfall.

## Avsnitt

### Säsong 1 – 2018
| Nr | Sändningsdatum | Kriminalfall |
| -- | -------------- | --- |
| 1  | 2 oktober      | Dödsskjutningen av Eric Torell |
| 2  | 9 oktober      | |
| 3  | 16 oktober     | |
| 4  | 23 oktober     | Gryningspyromanen m.m. |
| 5  | 30 oktober     | Diskoteksbranden i Göteborg; styckmord i Sverige |
| 6  | 6 november     | Mordet i Tovrida; Sjukhusmorden i Oldenburg och Delmenhorst med tillbakablick på morden på Malmö Östra Sjukhus                                                    |
| 7  | 13 november    | Rättegången mot "kulturprofilen" Jean-Claude Arnault; Tommy Zethraeus kommande frigivning                                                                         |
| 8  | 27 november    | Mordet på EU-migranten Gheorge "Gica" Hortolomei-Lupui i Huskvarna m.m. Våldtäktsmordet i Fagersta Serievåldtäktsman i Malmö                                      |
| 9  | 4 december     | Mordet på tvåbarnsmamman Madelene Uppföljning av bland annat domen mot Jean-Claude Arnault                                                                        |
| 10 | 11 december    | Våldtäktsmordet i Fagersta i juli 2018 |
| 11 | 18 december    | Mordet på Helena Andersson i Mariestad 1992 Vellinge kommun inför förbud mot tiggeri Bluffläkaren, romen Wardi Sanchez Santiago, lurade äldre kvinnor på miljoner |

### Säsong 2 – 2019
| Nr | Sändningsdatum | Kriminalfall |
| -- | -------------- | --- |
| 1  | 8 januari      | Uppföljning av våldtäktsmordet i Fagersta i juli 2018 Kalamarksmordet 2004 Gängskjutningarna i Sverige Rättegången mot de sex terrormisstänkta uzbekerna      |
| 2  | 15 januari     | Dubbelmordet i Linköping 2004 Kidnappningen av den norska miljardärshustrun Anne-Elisabeth Falkevik Hagen Svensk TV-profil misstänkt för sexuellt ofredande   |
| 3  | 22 januari     | Guldsmeden som blev förgiftad Den försvunne småbarnspappan Mordet på hemlöse Gheorge "Gica" Hortolomei-Lupu i Huskvarna i augusti 2018                        |
| 4  | 29 januari     | Mordet på 16-åriga Malin Olsson på Östra kyrkogården i Göteborg 1994 Hiv-mannen Mehdi Tayeb 16-årige Gustav patrullerar Täby ideellt                          |
| 5  | 5 februari     | Fyra gärningsmän torterade 83-årige Ivar Mordet på 21-åriga Therese Alexandersson 2005 "KB-mannen" Anders Burius                                              |
| 6  | 12 februari    | Daniel dog av handgranat i Vårby gård Kvinna med Münchhausen by proxy-syndrom tappade sonen på blod Rättsläkare löser mordfall                                |
| 7  | 19 februari    | Styckmordet på 57-åriga Fatima i Västerås 2017 Niklas och hans kollega fångade dieseltjuven Att fastställa tidpunkten för ett dödsfall                        |
| 8  | 26 februari    | 33 år sedan Palmemordet Hur långt sträcker sig nödvärnsrätten? IS-terrorister med svenskt medborgarskap vill komma tillbaka till Sverige                      |
| 9  | 5 mars         | Styckmordet i Helenelund 2016 Blodbildsanalys Efter familjesökning på ett DNA-spår kunde en man anhållas för grov våldtäkt på en 8-årig flicka i Billdal 1995 |
| 10 | 12 mars        | Mordet på 16-åriga Marzieh i Hökarängen 2016 Mjölkbonden Anette utsatt för dödshot Insmuggling av vapen på fånganstalter                                      |
| 11 | 19 mars        | Styckad kropp påträffad i Kalixälven 2018 Allt färre fall av dödligt våld klaras upp Kan man skriva ut ett skjutvapen på en 3D-skrivare?                      |

### Säsong 3 – 2019
Säsongspremiär 24 september
| Nr | Sändningsdatum | Kriminalfall |
| -- | -------------- | --- |
| 1  | 24 september   | Yxmördaren Bengt Brehammar i Tumba Invandrad gängkriminalitet i Sverige Besök på Kronobergshäktet |
| 2  | 1 oktober      | Misstänkt förgiftningsmord i Göteborg Hunt Saboteurs Sweden saboterar för jägarna under älgjakten Leif Jennekvist och jakten på Anna Lindhs mördare                                                                                   |
| 3  | 8 oktober      | Miljardärshustrun Anne-Elisabeth Hagens försvinnande De försvunna barnen Mordet på Marina Johansson Styckmordet på Ali Reza i Göteborg                                                                                                |
| 4  | 22 oktober     | Kvinna misstänks ha försökt giftmörda sin sambo i Piteå Morden i Långshyttan Den svenska spritsmugglingens guldålder |
| 5  | 29 oktober     | Abbe ”Blattelito” Alsaadi dömdes av tingsrätten för mord på sin före detta flickvän men friades senare av hovrätten Vad ska polisen egentligen syssla med? Silvervargarna löser brott                                                 |
| 6  | 5 november     | Hobbyrapparen Alex Ceesay gripen misstänkt för brutalt mord i Knivsta De utländska gängens springpojkar – unga lejda mördare Två av Sveriges värsta kvinnliga mördare: "änglamakerskan" Hilda Nilsson och "svarta änkan" Carina André |
| 7  | 12 november    | 15-åring ihjälskjuten i Malmö den 9 november 2019 Brottsprovokation mot pedofil Bim Enström och HSB-spionen Anders Fastén, lejd av Harald Ullman och Stig Bergman Brevbombaren Martin Ekenberg                                        |
| 8  | 19 november    | Mordet på 16-årige Peter Plax i augusti 2019 Barmhärtighetsmordet i mars 2019 Mordet på en Hells Angels-medlem i Karlstad år 2017 Våldtäktsoffret orkade inte tala i rätten Genomgång av en rättsmedicinsk obduktion                  |
| 9  | 26 november    | 17-åriga Wilma fortfarande försvunnen Elevassistent i Lycksele dömd för våldtäkter och sexuella övergrepp mot barn Rättegången mot Eskil Erlandsson Styckmordet i Askersund år 2014                                                   |
| 10 | 3 december     | 25-årige Boris Pencarski dömdes för mord i ett koloniområdet i Kortedala år 2017 ICA-handlaren som tog saken i egna händer Stureplansmorden för 25 år sedan                                                                           |
| 11 | 10 december    | Cissi Wallin dömd för grovt förtal Holger Algdal mördade sin före detta hustru 2006 och påträffades själv styckmördad 2013 Vilka ligger bakom sprängningarna i Sverige? Taimour Abdulwahab – Sveriges första självmordsbombare 2010   |
| 12 | 17 december    | Tomterånet mot högvakten år 2010 Kulturprofilen Jean-Claude Arnault och Svenska akademiens kris 2010-talets mest uppmärksammade kriminalfall Boktips: bland annat Klubben av Matilda Gustavsson Schäferhunden G.W.                    |

### Säsong 4 – 2020
Säsongspremiär den 7 januari 2020.
| Nr | Sändningsdatum | Kriminalfall | Historiskt fall                                  |
| -- | -------------- | --- | ------------------------------------------------ |
| 1  | 7 januari      | Psykiater sexofredade patienter med kunde jobba vidare på andra sjukhus Joakim mördades men de skyldiga kunde inte dömas för mord Två gängkriminella med utländskt påbrå rånade, förnedrade och mördade två män i Sätra 2019 | Två flickmord: Gerdmordet och Kerstinmordet      |
| 2  | 14 januari     | Det nya Knutbymålet: Åsa Waldau, Peter Gembäck och Urban Fält åtalade Många gängkriminella med utländskt påbrå jagas av kronofogden                                                                                          | Mordet på Ulla Höglund år 1970                   |
| 3  | 21 januari     | Black Axe – nigeriansk maffia smugglar, hotar med voodoo och mördar Grova brottslingars attraktionskraft Rättsläkarens arbete med levande personer                                                                           |                                                  |
| 4  | 28 januari     | 43-åriga Eirin Mikkelsen påträffad död i Landskrona 50-årig psykotisk man knivhögg sin sambo till döds – polisen kom inte till brottsplatsen förrän efter två timmar                                                         | Planen att kidnappa Anna-Greta Leijon            |
| 5  | 4 februari     | Mordet i Rönnäs år 2014 Operation Rimfrost | Mordet på Pernilla Hellgren år 2000              |
| 6  | 11 februari    | Stefan dog under mystiska omständigheter År 2018 misshandlades 22 kvinnor till döds i Sverige | Kidnappningsförsöket på Peter Wallenberg år 1993 |
| 7  | 18 februari    | 19-årig pedofil försökte röva bort 10-årig flicka i Ekerö Intervju med brottmålsadvokat Johan Eriksson | Mångmiljonsvindeln på SEB år 2010                |
| 8  | 25 februari    | Mordet på Olof Palme, privatspanarna och Skandiamannen En man kontaktar polisen och erkänner att han har mördat sin hustru för att inom kort ta tillbaka vad han sagt                                                        |                                                  |
| 9  | 3 mars         | Fryshusmordet Civila utredare | Styckmördaren Maria Kisch                        |
| 10 | 10 mars        | Den omfattande narkotikarättegången mot grundaren av webbplatsen Flugsvamp Vem ska döma vid felbehandling inom vården? | Spionen Stig Wennerström                         |
| 11 | 17 mars        | Elingenjör tappade förståndet och försökte mörda sin mor Oskyldighetsprojektet | Mordet vid Swartlings ridskola år 1996           |
| 12 | 24 mars        | Mordförsöket på advokaten Henrik Olsson Lilja år 2019 Mord som underhållning Polisen byter ut sina tjänstevapen |                                                  |